# Боско Мезола (Ферара)
Боско Мезола (итал. Bosco Mesola) је насеље у Италији у округу Ферара, региону Емилија-Ромања.
Према процени из 2011. у насељу је живело 2013 становника. Насеље се налази на надморској висини од -4 м.